# 瀬戸川宗太
瀬戸川 宗太（せとがわ そうた、1952年 - ）は、元明治学院東村山高校教諭。日本の映画評論家。瀬戸川猛資の弟。

## 来歴
東京都生まれ。1976年上智大学法学部卒業。社会派・サスペンス・アクション映画に詳しい。

## 著書
- 『『JFK』悪夢の真実 ベトナム戦争とケネディ暗殺のシネマ学』社会思想社、1995
- 『戦争映画館』社会思想社・現代教養文庫、1998
- 『懐かしのアメリカTV映画史』集英社新書、2005
- 『懐かしのテレビ黄金時代　力道山、『月光仮面』から『11PM』まで』平凡社新書、2012
- 『思い出のアメリカテレビ映画　『スーパーマン』から『スパイ大作戦』まで』平凡社新書、2014
- 『世界の戦争映画100年』光人社NF文庫、2020
- 『世界を予言した映画80本』産経NF文庫、2023